# Dharchula
Dharchula è una suddivisione dell'India, classificata come nagar panchayat, di 6.424 abitanti, situata nel distretto di Pithoragarh, nello stato federato dell'Uttarakhand, sul confine fra India e Nepal, sulla riva sinistra del fiume Kali. In base al numero di abitanti la città rientra nella classe V (da 5.000 a 9.999 persone).

## Geografia fisica
La città è situata a 29° 51' 0 N e 80° 31' 60 E e ha un'altitudine di 908 m s.l.m.

## Società

### Evoluzione demografica
Al censimento del 2001 la popolazione di Dharchula assommava a 6.424 persone, delle quali 3.490 maschi e 2.934 femmine. I bambini di età inferiore o uguale ai sei anni assommavano a 802, dei quali 428 maschi e 374 femmine. Infine, coloro che erano in grado di saper almeno leggere e scrivere erano 4.815, dei quali 2.789 maschi e 2.026 femmine.